# Sterna striata
El charrán maorí (Sterna striata), es un ave marina (gaviotin) de la familia de los estérnidos. Habita en Nueva Zelanda en grandes colonias que forma en acantilados e islas, se alimenta por inmersión para comer sardinas y otros peces de pequeño tamaño.